# (274981) Petrsu
(274981) Petrsu – planetoida z pasa głównego planetoid okrążająca Słońce w ciągu 4 lat i 319 dni w średniej odległości 2,87 j.a. Została odkryta 12 października 2009 roku przez rosyjskich astronomów Artioma Nowiczonoka i Dimitrija Czestnowa za pomocą teleskopu z Tzec Maun Observatory w Mayhill.
Nazwa planetoidy pochodzi od Państwowego Uniwersytetu w Pietrozawodsku założonego w 1940 roku. Przed nadaniem nazwy planetoida nosiła oznaczenie tymczasowe 2009 TV2.